# Катастрофа Як-40 в Ташкенте (2004)
Катастрофа Як-40 в Ташкенте — авиационная катастрофа, произошедшая во вторник 13 января 2004 года ваэропорту Ташкент-Южный. Авиалайнер Як-40 авиакомпании «O'zbekiston havo yo'llari» завершал регулярный внутренний рейс HY-1154 по маршруту Термез — Ташкент но при посадке в Ташкентском аэропорт Южный приземлился за пределами ВПП, после чего врезался в курсовой радиомаяк и в ограждение аэропорта, а затем упал в канал Карасу.  Погибли все 37 человек на борту — 32 пассажира и 5 членов экипажа.
Катастрофа рейса HY-1154 стала третьей (по числу жертв) авиационной катастрофой в Узбекистане (после катастроф под Учкудуком и под Самаркандом), а также крупнейшая авиационная катастрофа независимого Узбекистана (с 1991 года)

## Самолёт
Як-40 с заводским номером 9540844 и серийным 44-08 был выпущен Саратовским авиазаводом в 1975 году. Далее его передали Министерству гражданской авиации СССР, которое присвоило авиалайнеру бортовой номер CCCP-87985 и направило в Латвийское УГА, где он начал эксплуатироваться с 11 ноября. К 3 октября 1984 года самолёт был переведён в Узбекское УГА. В 1993 году, в связи с упразднением МГА СССР, борт 87985 попал в парк национальной авиакомпании «O‘zbekiston havo yo‘llari» (Узбекских авиалиний), буквенная часть бортового номера при этом сменилась с CCCP- на UK-. Общая наработка самолёта составляла порядка 37 тысяч лётных часов. Последний ремонт проводился в 1999 году в Минске (Беларусь).

## Экипаж и пассажиры

### Экипаж
- КВС-инструктор — командир авиаэскадрильи Акмал У. Камалов[4]
- Командир воздушного судна (КВС)— 44-летний Александр А. Алексанов. Родился в 1960 году в Кемеровской области, лётный стаж с 16 сентября 1977 года[3][4].
- Второй пилот — Рустам Р.  Ильясов[4]
- Бортинженер — Ноэль Р. Курманов[4]

 В салоне самолёта работала стюардесса Е. А. Спиридонова

### Пассажиры
В салоне разместились 32 пассажира; 28 узбекистанца  и 4 иностранца
| Гражданство    | Пассажиры | Экипаж | Всего |
| -------------- | --------- | ------ | ----- |
| Афганистан     | 2         | —      | 2     |
| Великобритания | 1         | —      | 1     |
| Канада         | 1         | —      | 1     |
| Узбекистан     | 28        | 5      | 33    |
| Итого          | 32        | 5      | 37    |

Из известных пассажиров на борту самолёта был Ричард Конрой (англ. Richard Conroy, 56 лет, британец австралийского происхождения) — глава представительства ООН в Узбекистане.

## Хронология событий
Як-40 борт UK-87985 выполнял внутренний пассажирский рейс 1154 (позывные UZB1154) из Термеза в Ташкент. В Термезе на борт сели 32 пассажира (28 граждан Узбекистана и 4 иностранца), было загружено 80 кг ручной клади и 140 кг багажа, а в баки было залито 3300 кг топлива. Взлётный вес авиалайнера составлял 16 642 кг при центровке 17,6 %, что было в пределах, установленных РЛЭ. Экипаж получил прогноз погоды в аэропорту Ташкента, согласно которому ожидался ветер курсом 200 и скоростью 3 м/с, порывы до 8 м/с, дымка, туман, видимость 2000 метров, облачность 3—4 окта, временами видимость 200 метров, вертикальная видимость 30 метров. Метеорологический минимум командира экипажа и пилота-инструктора составлял 700 на 50 метров. Запасным аэродромом был выбран Самарканд.
Полёт по маршруту и снижение с эшелона прошли без замечаний. Заход на посадку в аэропорту Южный (Ташкент) выполнялся ночью на полосу 08L (левая), у которой была включена курсо-глиссадная система. В кабине в левом кресле сидел командир, а в правом пилот-инструктор, тогда как второй пилот ушёл в пассажирский салон. В Ташкенте в это время стоял туман, видимость на взлётно-посадочной полосе составляла в начале 1300 метров, на середине 1100 метров, в конце 550 метров. В таких условиях экипаж принял решение выполнять заход на посадку по приборам. При заходе на посадку экипаж запросил у диспетчера на башне: Тауэр, UZB1154, будьте добры работу системы проверьте. Диспетчер подтвердил, что радиотехнические средства системы посадки работают нормально, тогда экипаж доложил, что они вошли в глиссаду и готовы к посадке. Причину, почему они запрашивали о работе ИЛС, пилоты не сообщали, как не было никаких сообщений с самолёта о неисправности бортовой курсо-глиссадной системы. Диспетчер разрешил посадку, сообщив, что вертикальная видимость составляет 60 метров, а видимость на полосе 1300 метров, после чего дважды просил экипаж, чтобы те доложили о моменте установления визуального контакта с ВПП. Однако докладов от экипажа больше не поступало.

### Катастрофа
Когда до торца полосы оставалось примерно 12,5 км, экипаж начал выполнять энергичное снижение с вертикальной скоростью 4—5,5 м/с, в результате чего самолёт ушёл под глиссаду. Затем в 8 км от торца полосы 08L на высоте 165—170 метров пилоты выровняли самолёт и продолжали горизонтальный полёт на данной высоте, пролетев над ДПРМ. Дальнейшее снижение было начато за 2—2,5 км от торца полосы, при этом с вертикальной скоростью всего 1—1,5 м/с, что гораздо ниже требуемой, в результате самолёт теперь начал уходить выше глиссады и БПРМ был пройден на высоте 130 метров, вместо 70. Летя в тумане над полосой на высоте 30—40 метров и примерно в 3300 метрах от её начального торца, экипаж увидел перед собой огни полосы, поэтому ошибочно было принято решение о посадке. Двигатели были переведены в режим малого газа и включён реверс. Лишь в последний момент пилоты поняли, что на самом деле они садятся уже за пределами полосы, поэтому начали уходить на второй круг, при этом был выключен реверс, а двигатели переведены на взлётный режим.
В этот же момент в 19:27 местного времени (14:27 GMT) авиалайнер приземлился на грунт в 260,5 метрах от торца полосы 26R. Пробежав некоторое расстояние по земле, Як-40 едва успел подняться в воздух, как врезался правой плоскостью крыла в железобетонное здание курсового радиомаяка, снеся ему крышу и потеряв при этом плоскость. Далее самолёт врезался в бетонный забор аэропорта, при этом потеряв уже левую плоскость, после чего фюзеляж рухнул в небольшой канал Карасу, проходивший вдоль аэродрома, и сгорел.

## Последствия
| Гражданство    | Пассажиры | Экипаж | Всего |
| -------------- | --------- | ------ | ----- |
| Афганистан     | 2         | —      | 2     |
| Великобритания | 1         | —      | 1     |
| Канада         | 1         | —      | 1     |
| Узбекистан     | 28        | 5      | 33    |
| Итого          | 32        | 5      | 37    |

В катастрофе погибли все 37 человек на борту авиалайнера: 36 взрослых (мужчин ― 32, женщин ― 4) и 1 ребёнок. По числу жертв эта крупнейшая авиационная катастрофа в истории Узбекистана с 1991 года и третья на территории страны вообще (после катастроф под Учкудуком в 1985 году и под Самаркандом в 1970 году). 15 января было объявлено в стране днём траура. Из известных пассажиров на борту самолёта был Ричард Конрой (англ. Richard Conroy, 56 лет, британец австралийского происхождения) — глава представительства ООН в Узбекистане.
Родственникам погибших были выплачены денежные компенсации. Так за каждого пассажира-гражданина Узбекистана государственная акционерная страховая компания «Кафолат» по 40 минимальных заработных плат 217 600 сумов (221,4 $ по тогдашнему курсу). За каждого погибшего члена экипажа авиакомпания «Узбекские авиалинии» по шесть годовых заработных плат на общую сумму 84 928 950 сумов (86 400,3 $). Также Центральный комитет профсоюза авиаработников Узбекистана выделил родственникам всех погибших в катастрофе по 100 000 сумов, а страховая компания «Узбекинвест» выделила 33 млн сумов для выплаты родственникам погибших граждан Узбекистана. Родственникам четырёх пассажиров-иностранцев компанией «АВИКОС» были выплачены компенсации на общую сумму 80 000 $.

## Причины
В ходе изучения действий экипажа комиссией было выдвинуто предположение, что, выполняя предпосадочную подготовку, экипаж по ошибке установил переключатель «ИЛС — СП-50» системы «Ось-1» в положение «СП-50», а не в положение «ИЛС», то есть вместо дальнего привода был включён ближний. При проведении эксперимента было установлено, что если в этом случае самолёт пилотировать по показаниям глиссадной планки, то после точки входа в глиссаду лайнер начинал уходить под глиссаду. Затем при подлёте к ДПРМ глиссада вновь возвращалась к центру, чтобы затем опять выдавать ложную информацию.
На основании этих данных комиссия по расследованию пришла к заключению, что катастрофа произошла из-за сочетания следующих факторов:
- несоблюдение установленной глиссады снижения при заходе на посадку по курсо-глиссадной системе ИЛС, что могло быть из-за ошибочной установки переключателя «ИЛС-СП» в положение «СП» вместо положения «ИЛС» на пульте управления бортовой курсоглиссадной системы «Ось-1» или невнимательного выполнения контрольной карты перед снижением с эшелона и после выпуска шасси[4];
- отсутствие информации от экипажа диспетчеру о неустойчивой работе бортовой системы посадки и нераспознавание экипажем возможных причин, приводящих к таким показаниям бортовой системы[4];
- отсутствие активных действий экипажа по уходу на второй круг с ВПР и продолжение захода на посадку при положении самолёта выше установленной глиссады[4];
- нарушение экипажем требований п. 5.2.6.12. Правил полётов гражданской и экспериментальной авиации (ППГЭА-2000 Республики Узбекистан), выразившееся в продолжении захода на посадку и производстве посадки при отсутствии визуального контакта с огнями приближения или наземными ориентирами[4].